# Батик (Казахстан)
Бати́к (каз. Батық) — село у складі Шетського району Карагандинської області Казахстану. Адміністративний центр та єдиний населений пункт Батицького сільського округу.
Населення — 602 особи (2021; 799 у 2009, 738 у 1999, 1019 у 1989).
Національний склад станом на 1989 рік:
- росіяни — 30 %;
- казахи — 23 %;
- німці — 20 %.